# 1960년 공안군 반란
1960년 공안군 반란은 1960년 7월 5일 새로 독립한 콩고 공화국의 군대인 콩고 공안군의 레오폴드빌과 티스빌 주둔군 병사가 백인 장교들에 맞서 일으킨 반란이다. 이 반란은 바콩고주 전역으로 빠르게 확산되어 국가를 혼란에 빠뜨렸고, 콩고 위기의 시작을 알렸다.

## 배경

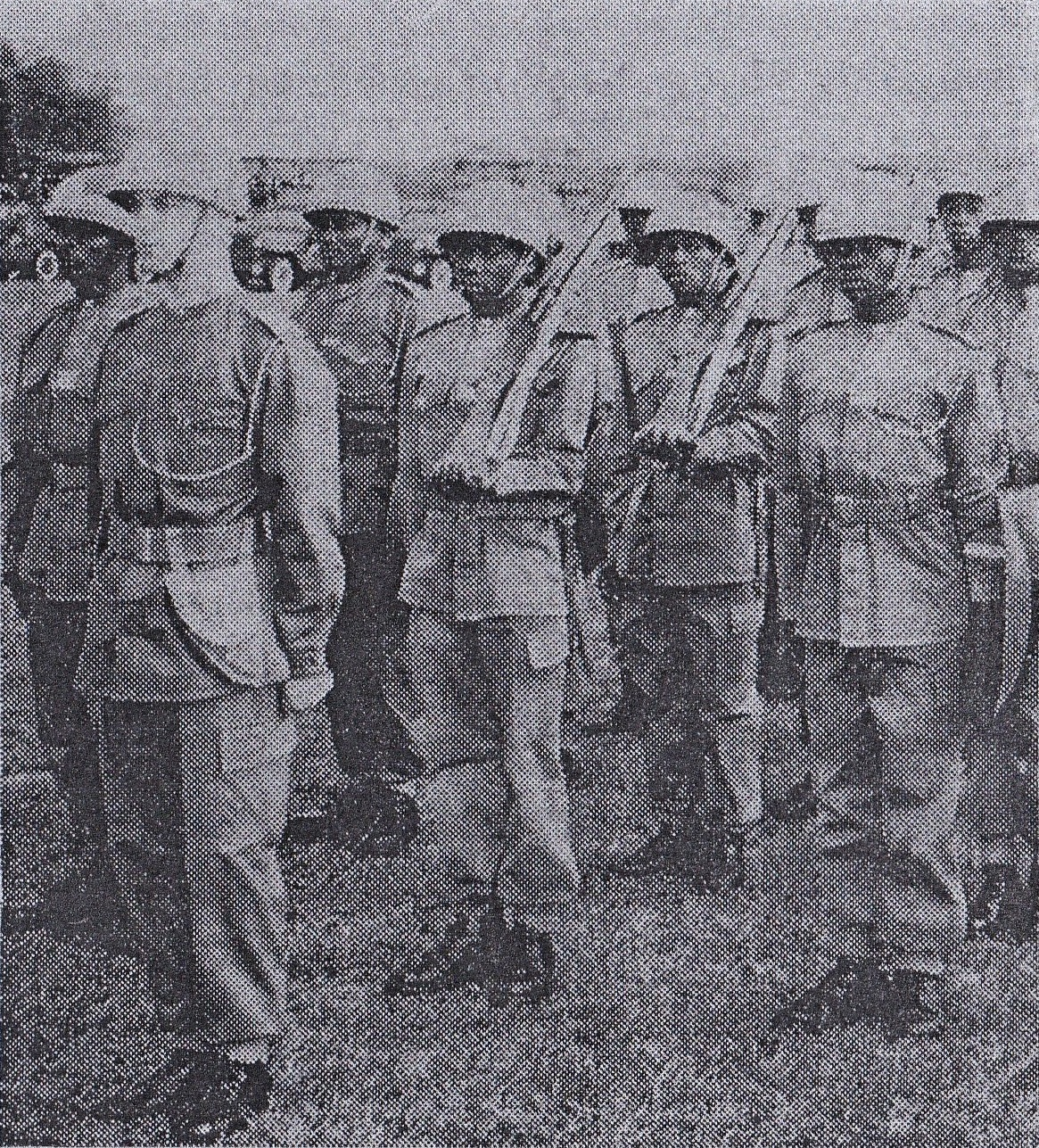
1959년 레오폴드빌의 국가 헌병. 콩고 공안군의 다른 부대와 달리, 국가 헌병은 반란 동안 대부분 충성을 유지했다.

콩고 공안군은 오랫동안 억압적인 경찰 활동과 뿌리 깊은 인종 차별로 특징지어졌다. 독립 직전에 임명된 10명의 준위를 제외하고는 어떤 콩고 병사도 하사관 계급 이상으로 진급할 수 없었다. 많은 사람들은 독립으로 즉각적인 승진과 물질적 이득을 얻을 수 있을 것이라고 기대했지만, 파트리스 루뭄바 총리의 느린 개혁 속도에 실망했다. 일반 병사는 콩고의 정치 계급, 특히 새 정부의 장관이 병사의 상황을 개선하지 않고 자신들의 이익만 챙기고 있다고 느꼈다. 루뭄바가 인기 없는 대령 반 후레베케를 국방부의 고위직에 임명한 것에 대한 불만이 있었고, 에카퇴르주와 남카사이주 출신 병사는 장 볼리칸고와 알베르 칼론지가 새 정부에 포함되지 않은 것에 추가적으로 불만을 가졌다. 많은 병사는 선거 기간 동안 질서를 유지하고 독립 기념 행사에 참여하느라 지쳐 있었다.
6월 27일, 루뭄바 정부는 벨기에와 체결할 우정, 지원 및 협력 조약을 초안할 위원회를 설립했다. 이 조약은 콩고에 있는 벨기에 공무원과 콩고 공안군의 벨기에 장교가 그들의 직책을 유지하고 벨기에 정부로부터 보상을 받을 것을 규정했다. 또한 벨기에 본토군이 키토나와 카미나 기지에 계속 주둔할 수 있도록 허용했으며, 다른 협정이 시설의 콩고 정부 인계를 조율할 때까지 가능하도록 했다. 조약의 내용은 서둘러 마무리되었고 6월 29일, 벨기에 총리 가스통 에이스컨스, 벨기에 외무부 장관 피에르 비니, 루뭄바, 콩고 외무부 장관 쥐스탱 봄보코가 협정에 서명했다.
독립 기념일인 1960년 6월 30일은 목요일이었다. 그 후 긴 주말 동안 축제가 전국적으로 비교적 평온하게 진행되었다. 수도인 레오폴드빌에서는 대통령 선거 결과에 불만을 품은 파벌 간에 산발적인 싸움이 벌어졌다. 7월 4일 아침, 에카퇴르주의 주도인 코킬하트빌의 노동자들이 파업을 시작했다. 콩고 공안군이 동원되어 군중에게 발포하여 9명을 살해했다. 이 파업 진압 작전은 반란이 시작되기 전 콩고 공안군의 마지막 공식 임무였다. 같은 날 콩고 내각은 국가 기관 개혁을 논의하기 위해 회의를 소집했다. 그들은 군대 재편성을 검토할 위원회를 설립하기로 결정했으며, 인종 차별 철폐에 특별한 주의를 기울였다.
한편, 레오폴드빌의 주요 군사 시설인 레오폴드 2세 캠프에서는 장교들이 콩고군 병사들 사이에서 높은 수준의 흥분을 감지했다. 한 부사관이 동료 병사들에게 콩고가 독립했으므로 벨기에인의 명령에 따를 필요가 없다고 말하기 시작했다. 오후 5시에 콩고 공안군 총사령관 에밀 장상 장군이 도착하여 그를 직접 강등시켰다. 규율을 위반한 병사 세 명은 구금실에 수감되었지만, 두 명은 국방부 국무장관 알베르 니엠보에게 임시로 석방되었고, 니엠보는 이 사건을 통보받았다. 저녁에 장상 장군은 라디오 방송을 통해 정부가 군대 재편성 위원회를 설립할 의사를 가지고 있다는 소식을 들었다. 그는 자신에게 자문도 하지 않은 것에 격분했다.

## 반란

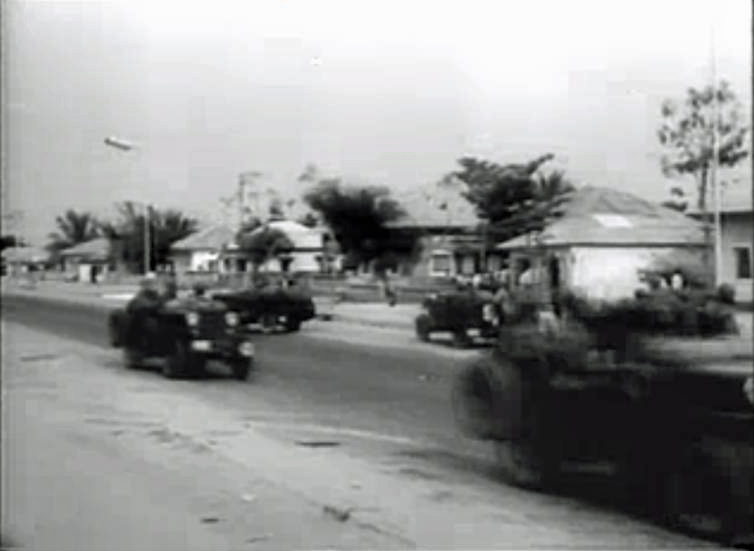
반란 중 레오폴드빌 거리의 콩고 공안군 병사

7월 5일 아침, 장상 장군은 콩고군 병사들 사이에서 증가하는 불안에 대응하여 레오폴드 2세 캠프의 모든 당직 병사들을 소집했다. 그는 군대가 기강을 유지해야 한다고 요구했고, 상황이 변하지 않을 것임을 강조하기 위해 칠판에 "독립 전 = 독립 후"라고 썼다. 그날 저녁 콩고군 병사는 장상 장군에게 항의하며 식당을 약탈했다. 그는 약 150 km 떨어진 티스빌의 하디 캠프 예비 주둔군에 경고했다. 장교들은 레오폴드 2세 캠프로 질서를 회복하기 위한 호송대를 조직하려 했으나, 병사가 반란을 일으켜 무기고를 점거했다. 이후 발생한 "콩고 위기"는 루뭄바 정부의 임기 동안 지배적인 문제가 될 것이었다.
다음 날 아침, 일부 병사는 티스빌에서 잉키시, 마딤바, 음반자-보마로 이동하여 반란을 확산시키고 두 명의 여성을 강간했다. 한편, 장상 장군은 하디 캠프를 공격할 계획을 마무리하고 콩고 주둔 벨기에 본토군 사령관에게 경고했다. 정부는 그의 명령을 취소하고 대신 모부투, 샤를르 키솔로켈레, 레오폴드빌주 부주지사를 파견하여 반란군과 협상하게 했다. 그들은 포로로 잡힌 유럽인을 석방시키는 데 성공했고 그들을 수도로 대피시키기 시작했다. 분노한 병사 무리가 수도를 배회했고, 루뭄바는 그의 거주지에서 내각 회의를 중단하고 한 무리를 초대하여 그들의 불만을 나누도록 했다. 반란을 일으킨 병사를 진정시키기 위해 그는 장상 장군을 해임하고 모든 병사들을 한 계급씩 진급시켰다. 그는 또한 치안을 담당하는 벨기에 장교를 해임하고 그를 추방시켰는데, 이는 대부분의 다른 벨기에 인력의 이탈로 조직의 붕괴를 촉발시켰다.
루뭄바의 개혁을 아직 알지 못하는 군대가 다양한 소문에 대한 두려움이 커지면서 반란이 전국 각지의 주둔지로 확산되었다. 콩골로 주둔지의 장교와 병사 사이에 의심과 분열이 커지면서 장교는 비상 상황 시 파괴할 수 있도록 캠프의 무기고에 휘발유 드럼을 놓았다. 병사는 살해당할까봐 무기고를 부수고 장교 두 명을 공격했다. 이어진 충돌로 벨기에인 한 명과 콩고인 한 명이 사망했는데, 이는 반란 중 첫 사망자였다. 레오폴드빌에서는 여러 콩고 병사가 루뭄바가 콩고 공안군의 무장 해제를 위해 소련군을 국내로 데려왔다고 확신했다. 이에 분노한 그들은 독립 기념 행사에 참석했던 소련 대표단의 호텔 방을 습격했다. 이 소식을 들은 루뭄바는 봄보코에게 콩고에 주재하는 모든 외국 대표단의 안전을 책임지고 소련인들이 안전하게 출국할 수 있도록 지시했다. 봄보코는 유엔 주재 장관 대표 토마스 캉자에게 대표단을 은질리 국제공항으로 호송하라고 명령했고, 그곳에서 둘 다 콩고 병사를 설득하여 소련인들이 평화롭게 출국할 수 있도록 했다.
7월 7일, 반란군과 정부 간의 군대 재편성에 대한 공식 협상이 시작되었다. 콩고군 병사 대표단은 루뭄바와 만나 즉각적인 임금 인상, 승진, 백인 장교 해임을 요구했다. 장관용 차량이 돌에 맞자 정부는 상황에 대해 더욱 우려하게 되었다. 수도의 상황은 비교적 평온했지만, 유럽인 사회에서는 불안감이 커졌고, 불법으로 비축한 무기로 무장하기 시작했다. 벨기에 민간인은 프랑스령 콩고로 가거나 벨기에 대사관에 피난처를 찾아 송환을 기다리기 시작했다. 봄보코와 벨기에 주재 장관 알베르 델보는 그들을 돕는 데 많은 시간을 할애했다. 수도로 소환된 주지사는 국방부 장관 회의와 만나 반란 상황에서 국내 안보를 논의했다.

### 정부의 대응

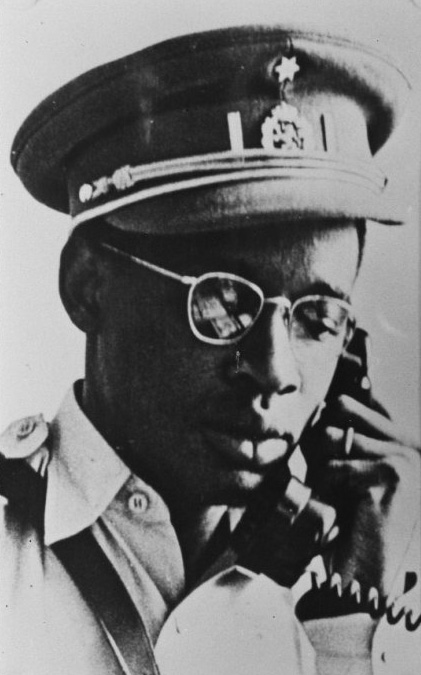
조제프데지레 모부투, 콩고 국가군 참모총장으로 임명되었다

7월 8일, 전 국방부 장관 회의가 조제프 카사부부 의장 아래 레오폴드빌의 레오폴드 2세 캠프에서 비상 회의를 소집하여 주둔군을 아프리카화하는 과제를 다루었다. 이때쯤 반란의 심각성은 장관에게 군대 기강 유지를 위해 급진적인 개혁이 필요하다는 것을 확신시켰다. 경비 병사는 그들이 행동 방침을 결정할 때까지 떠나지 못하게 막았다. 의회는 먼저 병사 대표단의 불만을 들었다. 불만의 근본 원인은 벨기에로부터 독립했음에도 불구하고 군대의 지도부가 모두 유럽인이었다는 것이었다. 주둔군의 새 사령관 선출을 허용한 후, 장관은 누가 적합한 육군 참모총장이 될 것인지 논의했다. 이 직책의 두 주요 후보는 모리스 음폴로와 모부투였다. 전자는 반란을 일으킨 군대에 어느 정도 영향력을 보여주었지만, 카사부부와 바콩고족 장관은 그에게 권력을 주면 쿠데타를 일으킬까봐 두려워했다. 후자는 더 차분하고 사려 깊은 것으로 인식되었다.
루뭄바는 음폴로를 용감하다고 보았지만, 모부투의 신중함을 선호했다. 논의가 계속되면서 내각은 누가 참모총장으로 될지에 따라 나뉘기 시작했다. 루뭄바는 두 사람 모두를 그의 정부에 유지하고 싶었고, 지지자 중 한쪽을 화나게 하는 것을 피하고 싶었다. 휴식 시간에 그는 다니엘 캉자가 궁극적으로 최적의 참모총장이 될 수 있을지에 대해 토마스 캉자에게 물었다. 토마스 캉자는 카사부부와 바콩고족 장관이 그러한 제안을 결코 받아들이지 않을 것이라고 말했지만, 루뭄바는 장관들이 다시 모였을 때 그 아이디어를 제시했다. 카사부부는 침묵으로 그 아이디어를 받아들였는데, 이는 그의 깊은 불만을 암시하는 것이었다. 봄보코, 자크 루뭄발라, 델보 모두 모부투를 참모총장으로 만들 것을 끊임없이 주장했다. 결국 모부투는 그 역할을 맡게 되었고 대령 계급을 받았다. 장관들은 국방부 장관이 장상 장군을 대신하여 육군 총사령관으로 장군 계급의 콩고 하사관을 임명해야 한다고 결정했다. 루뭄바는 레미 음왐바의 제안으로 빅토르 룬둘라를 그 역할에 선택했다. 임명 외에도 육군 국무위원회(공식적으로 콩고 국가군으로 개명됨) (ANC)가 구성되었고 콩고 장교가 책임자로 임명되었다. 또한 대통령이 당연직으로 군의 최고 사령관이 되고, 총리와 국방부 장관이 의회의 승인을 받은 구조로 군을 통제하며 모든 군 부대는 콩고 장교의 지휘를 받도록 결정되었다. 후자의 개혁을 실행하기 위해 대표단이 전국에 파견될 예정이었다. 장관들은 "콩고에 충성스럽게 봉사할 준비가 된" 모든 벨기에 장교들을 유지하고 그들의 수입, 가족 및 재산의 안전을 보장하기로 결정했다. 그리하여 그들은 후임자들에게 고문 역할을 할 수 있었다.
"국가 원수와 정부의 모든 구성원은 모든 국민, 모든 군인과 경찰에게 질서를 재확립하고 업무에 복귀하도록 엄숙히 호소한다. 사람과 재산의 안전과 보호를 확보하기 위해 필요한 조치가 취해지고 있다."
장관은 자신들의 결정을 가능한 한 빨리 공표하는 것이 최선이라고 판단했다. 의회 휴회 직후 레오폴드 2세 캠프의 주둔군은 병영 광장으로 소환되었다. 루뭄바는 국방부 장관 자격으로 군의 불만을 해결하기 위해 정부가 취하는 조치들을 발표했다. 장관 회의 사무국은 정부 결정을 요약한 성명을 언론과 라디오에 배포했다. 콩고 병사들은 이에 만족했고 긴장이 완화되었다. 그러나 유럽 민간인은 계속해서 나라를 떠나려고 했다.
7월 9일, 정부 대표단은 콩고 국가군의 아프리카화를 감독하기 위해 수도를 떠났다. 조제프데지레 모부투는 에카퇴르주로 이동했고 그가 그곳에 있는 동안 음폴로가 콩고 국가군 참모총장 역할을 수행했다. 카사부부와 루뭄바는 긴장이 빠르게 악화되고 있는 마타디로 직접 향했다. 그 시점부터 그 달 말까지 두 사람은 긴밀히 협력하며 대부분의 주요 결정을 함께 내렸다. 새로운 주둔군 사령관을 임명하고 다른 장교들의 선출을 감독하고 포로가 된 유럽인들의 석방을 확보한 후, 두 사람은 도시를 떠나 하콩고 전역의 다른 부대들을 조사했다. 키부주와 오리엔탈주에서는 유럽 장교가 사건 없이 콩고군에게 통제권을 넘겼지만(전자의 경우 장교들과 지방 대통령 장 미루호 간의 좋은 협력 덕분이었다), 카사이주와 카탕가주의 군사 상황은 긴장 상태를 유지했으며 폭력으로 점철되었다. 군을 아프리카화하려는 정부의 결정은 카탕가주의 민간인에게 불안을 야기했는데, 그들은 그러한 개혁이 국내 안보 붕괴로 이어질 것을 두려워했다. 지방 정부는 아프리카화를 지지하지 않고 벨기에에 직접 개입하여 상황을 해결해 달라고 요청했다. 이후 병사들은 장교를 몰아내고 카탕가주 정부가 분리 독립을 시도하지 못하도록 하기 위해 반란을 일으켰다.

## 벨기에의 개입
로저 A. 가이젠 소장 지휘 하의 콩고 주둔 벨기에 본토군(사령부 상급 메트로폴리탄군, 코메트로)은 장상 해임 이후 경계 태세에 들어갔다. 브뤼셀에서는 분쟁과 유럽인에 대한 학대 소식이 벨기에 정부에 조치를 취하도록 대중적 압력을 가했다. 발터 간쇼프 판 데르 메르스흐와 아우구스트 데 스히리버는 루뭄바에게 최후통첩을 전달하기 위해 레오폴드빌로 파견되었다. 즉, 벨기에 군사 지원을 공식적으로 요청하거나 본토군이 벨기에 시민을 보호하기 위해 자체적으로 행동할 수 있다는 내용이었다. 벨기에 대사 장 판 덴 보스흐는 그의 정부에 후자를 어떤 대가를 치르더라도 피하도록 촉구했다. 루뭄바가 수도에 없었기 때문에 간쇼프와 데 스히리버는 다른 장관을 만나 군사 개입에 동의하도록 설득하려고 했다. 논의는 늦은 저녁까지 계속되었고 일부 내각 구성원은 수용적인 태도를 보였지만, 기젠가 부총리는 그러한 행동에 완강히 반대했으며 결국 동의를 거부했다. 밤새 개입 명령이 카미나 기지의 벨기에 군대에 여러 차례 전달되었지만 정부에서 반복적으로 취소되었다. 루뭄바와 카사부부는 계획된 개입에 대해 통보받았고, 처음에는 이 아이디어를 수용했지만 벨기에 정부가 콩고 주권 존중에 대한 보장을 하지 않을 것이라는 점에 불안해했고 이후 모든 벨기에 군대가 콩고 영토에서 철수할 것을 요청했다.
그럼에도 불구하고 벨기에의 개입 결정은 결국 실행되었고, 7월 10일 06시, 카미나 주둔 본토군 병력이 카탕가주의 수도인 엘리자베스빌로 공수되어 현지 공항을 점령했다. 그날 아침 늦게 봄보코는 은질리 공항에서 탈출하는 벨기에인과 만났다. 그곳에서 그는 벨기에의 개입이 자신의 요청에 의해 이루어졌다고 선언했지만, 이는 사실이 아닐 가능성이 높으며 단순히 긴장을 완화하기 위해 한 말일 것이다. 오후에 루뭄바와 카사부부는 하콩고의 불안을 성공적으로 진압하고 협상을 통해 상황을 해결할 수 있다고 확신하며 수도로 돌아왔다. 나중에 그들은 콩고 공안군 재편성을 위해 유엔에 지원을 요청하기로 결정했다. 내각 장관은 유엔 대표 랠프 번치와 만나 유엔이 콩고 행정부에 어떤 기술 지원을 제공할 수 있는지 논의했다. 번치는 그 직후 함마르셸드에게 콩고 정부의 요청 의도를 알렸다. 저녁이 되자 루뭄바는 엘리자베스빌에서 벨기에의 개입 소식을 들었다. 그는 벨기에인들이 우호 조약에 위배되는 행동을 한 것에 격분하여 라디오를 통해 다음과 같은 답변을 발표했다.

벨기에 정부가 콩고에 병력을 파견하여 개입했다는 소식을 방금 들었다. 벨기에의 책임은 막중하다. 우리는 양국 관계를 해치는 이러한 조치에 대해 격렬히 항의한다. 우리는 모든 콩고인에게 우리의 공화국을 위협하는 자들로부터 공화국을 수호할 것을 호소한다.

"우리 공화국 정부의 이름으로, 일부 병사들이 이 지방에 거주하는 유럽인들에게 자행한 용납할 수 없는 행동에 대해 유감스럽게 생각한다. 우리 법무부 장관 므왐바 씨는 오늘 왕실 검사에게 모든 유죄 요소에 대해 즉시 법적 조사를 시작하도록 공식적인 지시를 내렸다."
동시에 벨기에군은 룰루아부르에 두 번째 개입을 시작했고, 콩고군에 포위된 사무실 건물을 방어하기 위해 병력을 공수했다. 7월 11일 루뭄바와 카사부부는 그 도시로 날아갔다. 주둔군의 새 장교 선출을 감독한 후, 루뭄바는 카사부부와 함께 유럽인들에게 머물라고 훈계했다. 대부분은 벨기에군의 보호가 없다면 그렇게 하지 않겠다고 거부했다. 긴 협상 끝에 루뭄바는 그 조건을 받아들였고 벨기에 총영사에게 카사이주에 두 달 동안 주둔할 수 있다고 통보했다. 레오폴드빌로 돌아온 간쇼프와 데 스히리버는 계속해서 장관들과 만나 유럽인과 아프리카인 모두의 안전을 상호 보장하는 것을 목표로 했다. 그러다가 정확히 알 수 없는 이유로 벨기에군이 마타디에 개입했다. 전투가 벌어져 콩고인 12명에서 18명이 사망했다. 이 충돌 소식(과장된 사상자 보고와 함께)이 전국 각지의 다른 군사 캠프로 퍼져나가면서 새로운 반란과 반벨기에 적대감이 파도처럼 일어났다.
7월 10일에서 18일 사이에 벨기에군은 콩고 지역에 28차례 개입했다. 룰루아부르의 승인을 제외하고 벨기에군은 정부의 허가 없이 행동한 적이 없다. 벨기에는 또한 피티장 함장이 지휘하는 해군 태스크 그룹 218.2를 파견했는데, 이는 병력 수송선 A957 카미나, 앨저린급 F901 르쿠앵트, F903 뒤푸르, F904 드 브라우어 및 F905 드모르, 경비정 세모아, 루펠, 덴더, 아우르테 9척의 선박으로 구성되었다. 질서는 궁극적으로 군대보다 더 다루기 쉽고 신뢰할 수 있는 기관인 국가 헌병의 사용을 통해 크게 회복되었다. 이전에 반란을 일으켰던 병사는 유엔 콩고 활동단의 평화 유지군 도착에 저항하지 않았다.

## 여파와 영향
콩고 공안군의 반란은 군대의 인기를 떨어뜨리고 농촌 지역에서 정부에 대한 상당한 지지를 상실하게 했다. 또한 그들이 야기한 불안정은 경제 생산과 물품 분배를 방해했으며 행정부가 직면한 다른 문제들을 해결하는 데 지도부의 주의를 분산시켰다.
이 반란은 1960년대 아프리카 국가에서 발생한 수많은 군대 반란 중 첫 번째 반란이었다. 콩고 자체에서는 조제프데지레 모부투 대령이 1960년 말 쿠데타를 일으켜 그의 권위 아래 1960~61년 동안 정부를 운영한 총재 위원회를 설립했다. 5년 후 모부투는 두 번째로 권력을 장악하여 처음에는 준군사 정부를, 그 다음에는 민간 정부를 이끌었다. 그의 통치는 1997년까지 지속되었다.

## 참고 및 각주

### 내용주
1. ↑  음왐바는 모부투가 총사령관 역할에 너무 어리다고 생각했지만, 다른 장관들은 다르게 생각했다. 그들은 모부투가 참모총장이 될 것이라는 합의 하에 룬둘라 제안을 받아들였다.[29]
2. ↑  자료마다 개명 시기가 다르다. 깁스는 독립 기념일에 일어났다고 말하며,[30] 제라드와 쿠클릭은 반란에 대한 정부 개혁으로 기록한다.[31] 반데르스트라텐은 7월 8일 레오폴드 2세 캠프에서 열린 '비상 각료 회의'의 결과로 묘사한다.[32]
3. ↑  그러한 요청의 기록은 발견된 적이 없으며, 벨기에인도 자신들의 개입을 정당화하려 할 때 그러한 요청을 언급한 적이 없다.[42]
4. ↑  마타디의 상황은 당시 비교적 평온했고 떠나기를 원했던 모든 유럽인은 이미 떠났다. 일부 벨기에 소식통은 벨기에 사령관이 유럽인의 생명이 위험에 처해 있다는 인상을 받았다고 보고하는 반면, 다른 소식통은 레오폴드빌로 물자를 수송하는 데 항구가 전략적으로 중요하다고 여겨졌다고 말한다.[48]

## 참고 자료
- Boulden, Jane (2001). 《Peace Enforcement: The United Nations Experience in Congo, Somalia, and Bosnia》 illurat판. Westport, Connecticut: 그린우드 출판 그룹. ISBN 9780275969066.
- 《The Congo Crisis, 1960-1961: A Critical Oral History Conference》 (PDF), Washington, D.C.: 우드로 윌슨 국제학자센터, 2011년 11월 28일, 2017년 7월 5일에 원본 문서 (PDF)에서 보존된 문서, 2017년 9월 9일에 확인함
- 《Economic Developments in the Republic of the Congo (Leopoldville) 1957–1960》 (PDF). 《Economic Bulletin for Africa》 1 (Addis Ababa: 유엔 아프리카 경제 위원회). January 1961. 90–102쪽.
- Gerard, Emmanuel; Kuklick, Bruce (2015). 《Death in the Congo: Murdering Patrice Lumumba》. Cambridge, Massachusetts: 하버드 대학교 출판부. ISBN 978-0-674-72527-0.
- Gerard-Libois, J.; Verhaegen, Benoit (1961). 《Congo 1960》 (프랑스어) I. Brussels: Centre de recherche et d'information socio-politiques. OCLC 963926463.
- Gibbs, David N. (1991). 《The Political Economy of Third World Intervention: Mines, Money, and U.S. Policy in the Congo Crisis》. American Politics and Political Economy. Chicago: 시카고 대학교 출판부. ISBN 9780226290713.
- Hoskyns, Catherine (1965). 《The Congo Since Independence: January 1960 – December 1961》. London: 옥스퍼드 대학교 출판부. OCLC 414961.
- Kanza, Thomas R. (1994). 《The Rise and Fall of Patrice Lumumba: Conflict in the Congo》 expa판. Rochester, Vermont: 셴크만 북스. ISBN 0-87073-901-8.
- Legum, Colin (1961). 《Congo Disaster》. Baltimore: 펭귄. OCLC 586629.
- McKown, Robin (1969). 《Lumumba: A Biography》. Garden City, New York: 더블데이. OCLC 977145530.
- Namikas, Lise (2013). 《Battleground Africa: Cold War in the Congo, 1960–1965》. 워싱턴 D.C.: 우드로 윌슨 센터 프레스. ISBN 978-0-8047-8486-3.
- Othen, Christopher (2015). 《Katanga 1960–63: Mercenaries, Spies and the African Nation that Waged War on the World》 illurat판. Stroud: 더 히스토리 프레스. ISBN 9780750965804.
- 《The province of the Katanga and Congolese independence》. Léopoldville: Republic of the Congo, Documents Division, 외교부. 1962. OCLC 25943688.
- Reid, Stuart A. (2023). 《The Lumumba Plot》. New York: 알프레드 A. 크노프. ISBN 9781524748814.
- Sík, Endre (1966). 《The History of Black Africa》 4 seven판. Budapest: 아카데미아이 키아도. OCLC 313517290.
- 《Tanganyika Rifles Mutiny: January 1964》. 다르에스살람: 다르에스살람 대학교 출판부. 1993. ISBN 9789976601879.
- Tompkins, Paul J., 편집. (2013). 《Casebook on Insurgency and Revolutionary Warfare》 (PDF) I revis판. Fort Bragg: 미국 육군 특수작전사령부. 2018년 6월 19일에 원본 문서 (PDF)에서 보존된 문서. 2018년 9월 25일에 확인함.
- Vanderlinden, Jacques (1985). 《1959-1960: la crise congolaise》 (프랑스어). 에디시옹 콤플렉스. ISBN 9782870271636.
- Vanderstraeten, Louis-François (1985). 《De la Force publique à l'Armée nationale congolaise : histoire d'une mutinerie : juillet 1960》 (프랑스어). Brussels: 벨기에 왕립 아카데미. ISBN 978-2-8011-0557-3.
- Vanderstraeten, Louis-François (1993). 《De la Force publique à l'Armée nationale congolaise: histoire d'une mutinerie, juillet 1960》 (프랑스어) reprint판. Brussels: 벨기에 왕립 아카데미. ISBN 9782803101047.
- Willame, Jean-Claude (1972). 《Patrimonialism and Political Change in the Congo》. 번역 M. 크로포드 영. Stanford: 스탠포드 대학교 출판부. ISBN 978-0-8047-0793-0.
- Willame, Jean-Claude (1990). 《Patrice Lumumba: la crise congolaise revisitée》 (프랑스어). Paris: 카르탈라 출판사. ISBN 9782865372706.
- Young, Crawford (1965). 《Politics in the Congo: Decolonization and Independence》. Princeton: 프린스턴 대학교 출판부. OCLC 307971.